# Sulzdorf an der Lederhecke
Sulzdorf an der Lederhecke település Németországban, azon belül Bajorországban. Lakosainak száma 1095 fő (2023. december 31.).

## Népesség
A település népessége az elmúlt években az alábbi módon változott:
| Lakosok száma | 448  | 620  | 825  | 1213 | 1094 | 1098 | 1113 | 1101 | 1099 | 1095 |
|               | 1875 | 1950 | 1975 | 1987 | 2012 | 2014 | 2016 | 2017 | 2021 | 2023 |